# Norbert Fleischmann
Norbert Fleischmann (* 1951 in Wien) ist ein österreichischer Maler.

## Leben
Norbert Fleischmann studierte 1971/72 an der Hochschule für angewandte Kunst bei Herbert Tasquil und von 1972 bis 1975 an der Akademie der bildenden Künste Wien bei Rudolf Hausner. 1982 erhielt er einen Lehrauftrag an der Akademie der bildenden Künste Wien. Fleischmann arbeitete zunächst in seinem Wiener Atelier, bis er 1985 nach Eisengraberamt ins Waldviertel (Niederösterreich) zog. Seine Frau Christina Lackner übernahm 1989 die Geschäftsführung der Galerie Stadtpark in Krems.
Von 1989 bis 2008 gestaltete Norbert Fleischmann im Vereinsvorstand der Künstlervereinigung Galerie Stadtpark Krems das Ausstellungsprogramm maßgeblich mit und im Zuge dessen wurden dann über hundert Ausstellungen realisiert. Er entwickelte auch die Corporate Identity dieses Ausstellungshauses und entwarf mehr als hundert Plakate und Einladungen zu den jeweiligen Ausstellungen. Das Programm umfasste viele österreichische Künstler in Einzelausstellungen - darunter u. a. Franz Graf*, Kurt Kocherscheidt*, Walter Vopava*, Ingeborg Strobl*, Dominik Steiger*, Otto Zitko*, Heinz Gappmayr*, Gerwald Rockenschaub, Heimo Zobernig*, Suse Krawagna*, Oliver Ressler, Franz Blaas* Karl-Heinz Klopf*, Karl-Heinz Ströhle*, Sigrid Kurz*, Lotte Lyon* und Ingo Nussbaumer.
Etwa ebenso viele Einzelausstellungen internationaler Künstler wurden gezeigt - darunter u. a. Ian McKeever*, Ian Hamilton Finlay*, Ulrike Rosenbach*, Alan Charlton*, David Tremlett*, Isa Genzken*, Urs Lüthi*, Helmut Federle, Louise Bourgeois, Blinky Palermo, Hamish Fulton*, Mary Heilmann, James Lee Byars, Richard Hamilton, Bernard Villers*, Ed Ruscha, Keith Sonnier, James Turrell, Richard Deacon, Danica Phelps*, Lucas L`Hermitte*, Pierrette Bloch, Kim Adams, Bethan Huws, Dagmar Varady* und Ecke Bonk.
(*) - Mit vielen dieser Künstler u. a. erstellte Fleischmann zwischen 1989 und 2008 eine ganze Reihe von Künstlerbüchern in kleiner Auflage, meist mit einem eingebundenen Unikat. Anzusehen - nach Vereinbarung - im Kunstraum flac image in Langenlois.
Im Jahr 2000 gründeten Christina Lackner und Norbert Fleischmann gemeinsam ihren privaten Kunstraum Eisengraberamt.pp in der Wandelmühle, wo sie bis 2011 die Ausstellungsreihe „Sommersonntag“ organisierten. Seit 2017 führen sie gemeinsam den Kunstraum flac image in Langenlois mit Ausstellungen internationaler und österreichischer Gegenwartskunst neben auch thematischen Ausstellungen. Fleischmann lebt und arbeitet in Langenlois.

## Werk

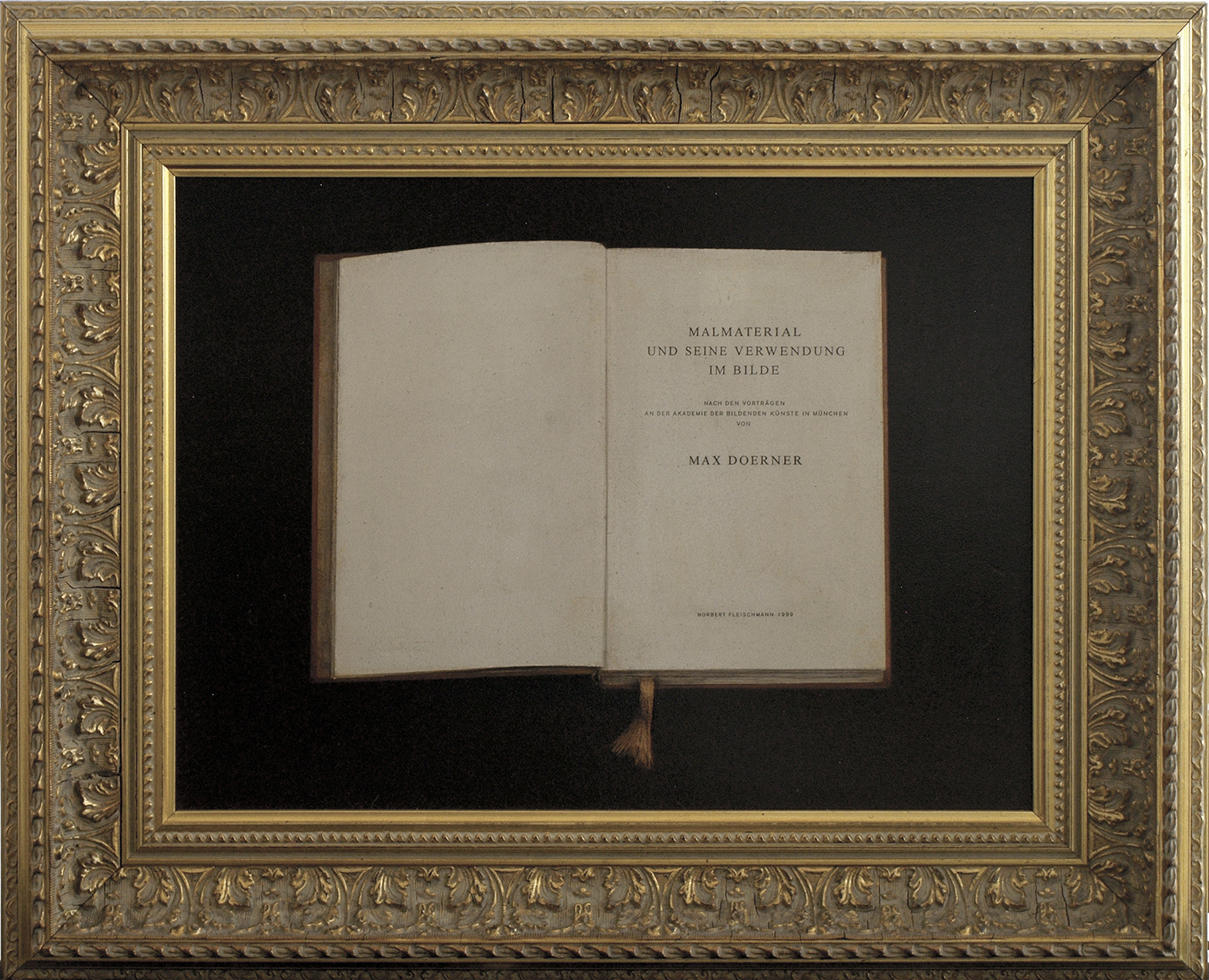
Mirroir

Norbert Fleischmann beschäftigt sich in seiner Arbeit mit Repräsentationsmodellen in der Malerei und der Erfassung unterschiedlicher Möglichkeiten der Bildfindung. Der Kunsthistoriker Ralf Christofori fasst in seiner Ausstellungsrede in der Galerie Sturm und Schober, Wien, den künstlerischen Zugang von Fleischmann so zusammen: „Die Auseinandersetzung Norbert Fleischmanns mit der Malerei könnte man als enzyklopädisch in einem umfassenden Sinn beschreiben. Denn sie umfasst verschiedenste Stile und Genres, Motive, Malweisen und mediale Einflussnahmen, ja sogar Formen der Präsentation und Repräsentation. Aber er zelebriert die Malerei eben nicht als Heros, sondern macht den Mythos der Malerei zum Gegenstand seiner künstlerischen Arbeit.“ Und Peter Zawrel bemerkt in seiner Rede zur Ausstellung „Korrespondenzen, Ordnungen“ in Raabs 2016: „für den Maler, der die Malerei in dieser Weise vorführt, ist ihre Entwicklung in gewisser Weise bereits abgeschlossen. Sie beginnt neu als eine Art von ‚semantischer Malerei‘, als eine Malerei, der es nicht um das Dargestellte geht, sondern um das, was dieses mit uns macht. Der es nicht um einen Gestus des künstlerischen Temperamentes geht, sondern um die Nähen und Fernen, die Schichten der Tiefe, die uns nicht mehr losgelassen haben, seitdem die Romantik sie entdekt hat.“
Günter Baumann schreibt in einer Rezension des Ausstellungskataloges „einzelheiten. reflect glitter shine“: „Zunächst sehen die einzelnen Arbeiten Fleischmanns aus wie die Werke unterschiedlicher Meister. Die abstrakten Positionen scheinen weltenweit weg zu sein von den fotogleichen Motiven, die zumal hier und da die Anmutung von Aufnahmen aus dem 19. Jahrhundert haben, als man allenfalls abstrakt dachte. Doch bei näherem Hinsehen wird klar, dass es gar nicht um den Inhalt geht. Das Schauen selbst ist Thema: der Blick auf den Blick auf die Kunst.“

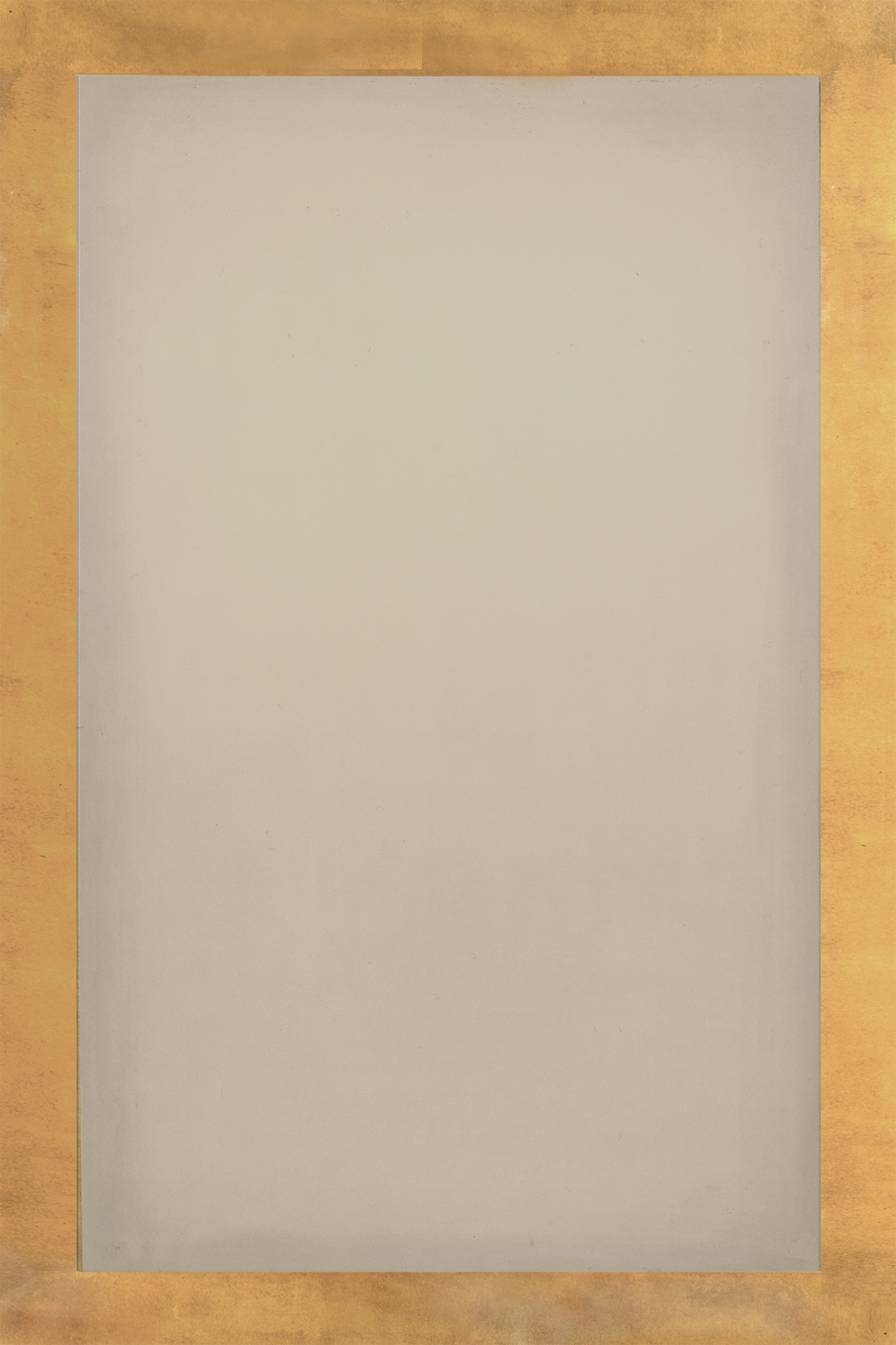
Farbfeld
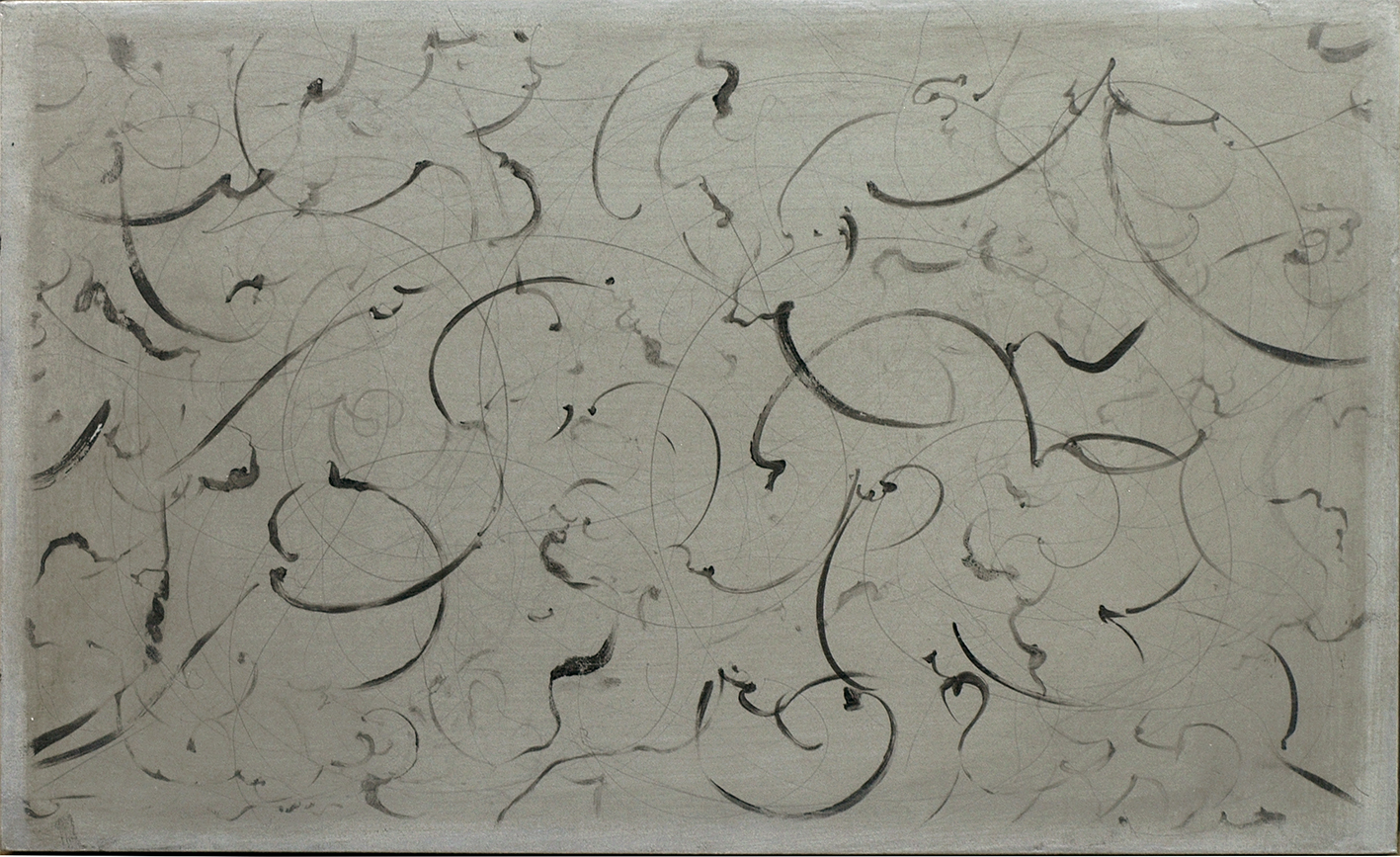
sway
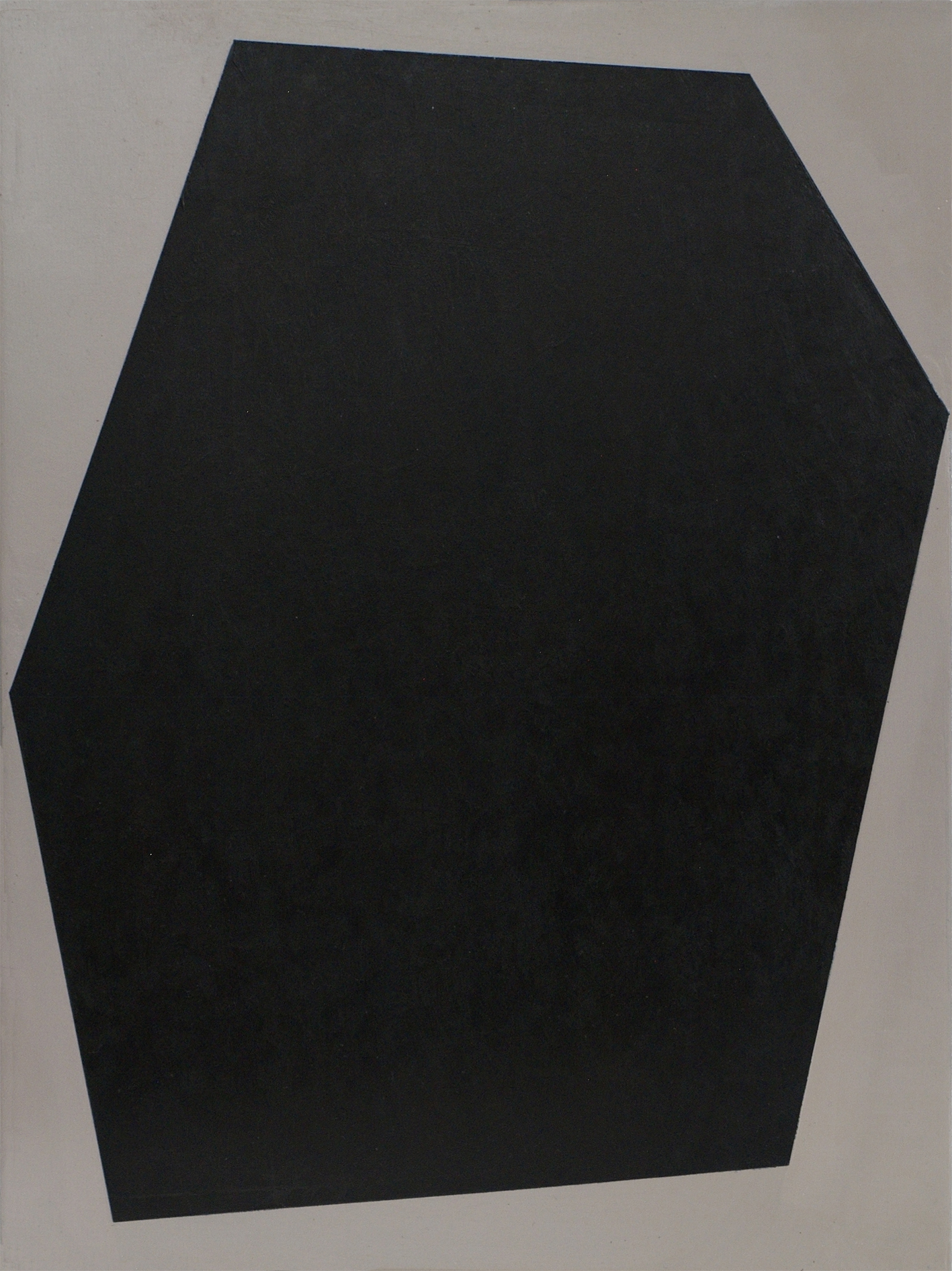
Puzzle
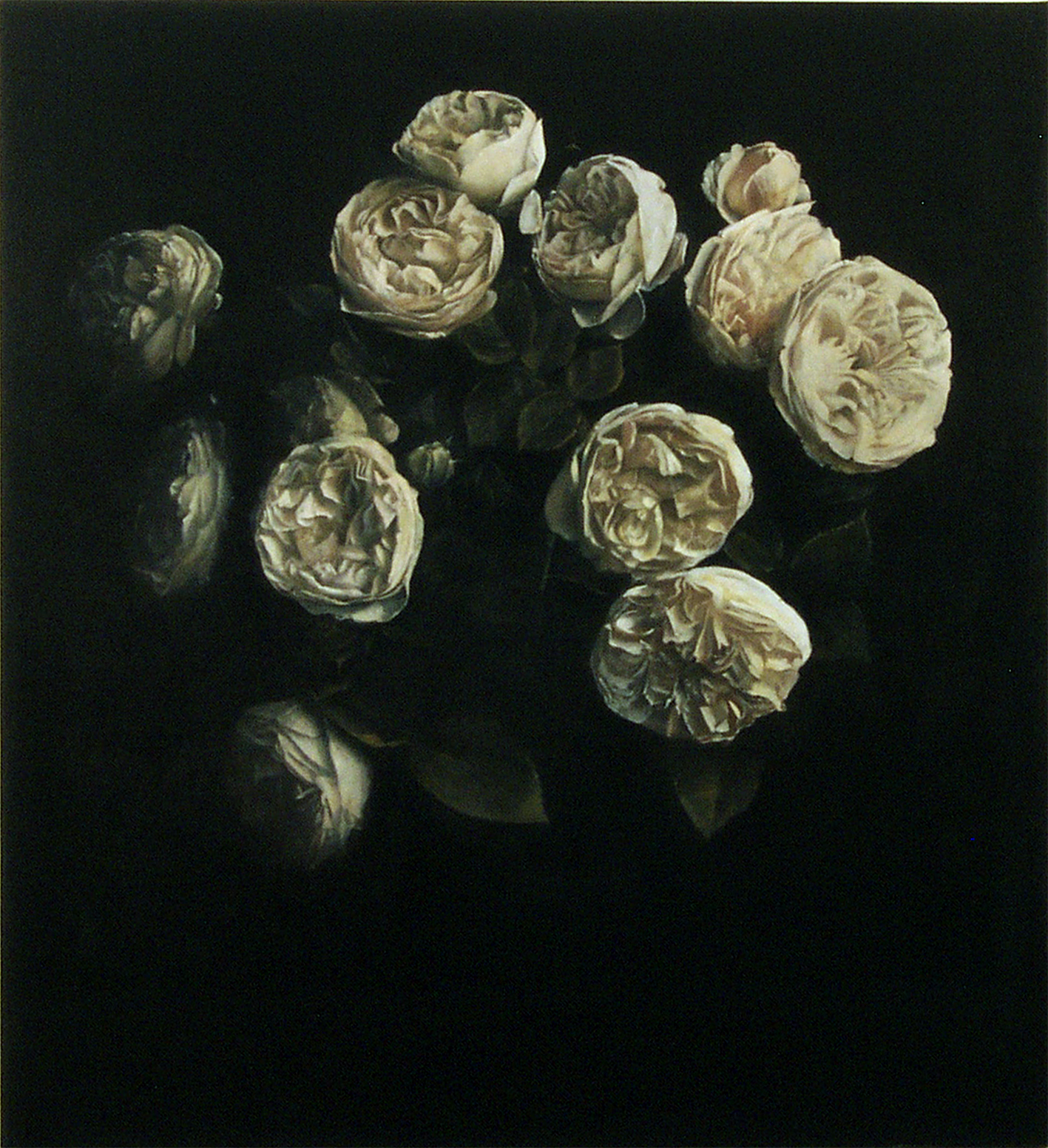
Rosen
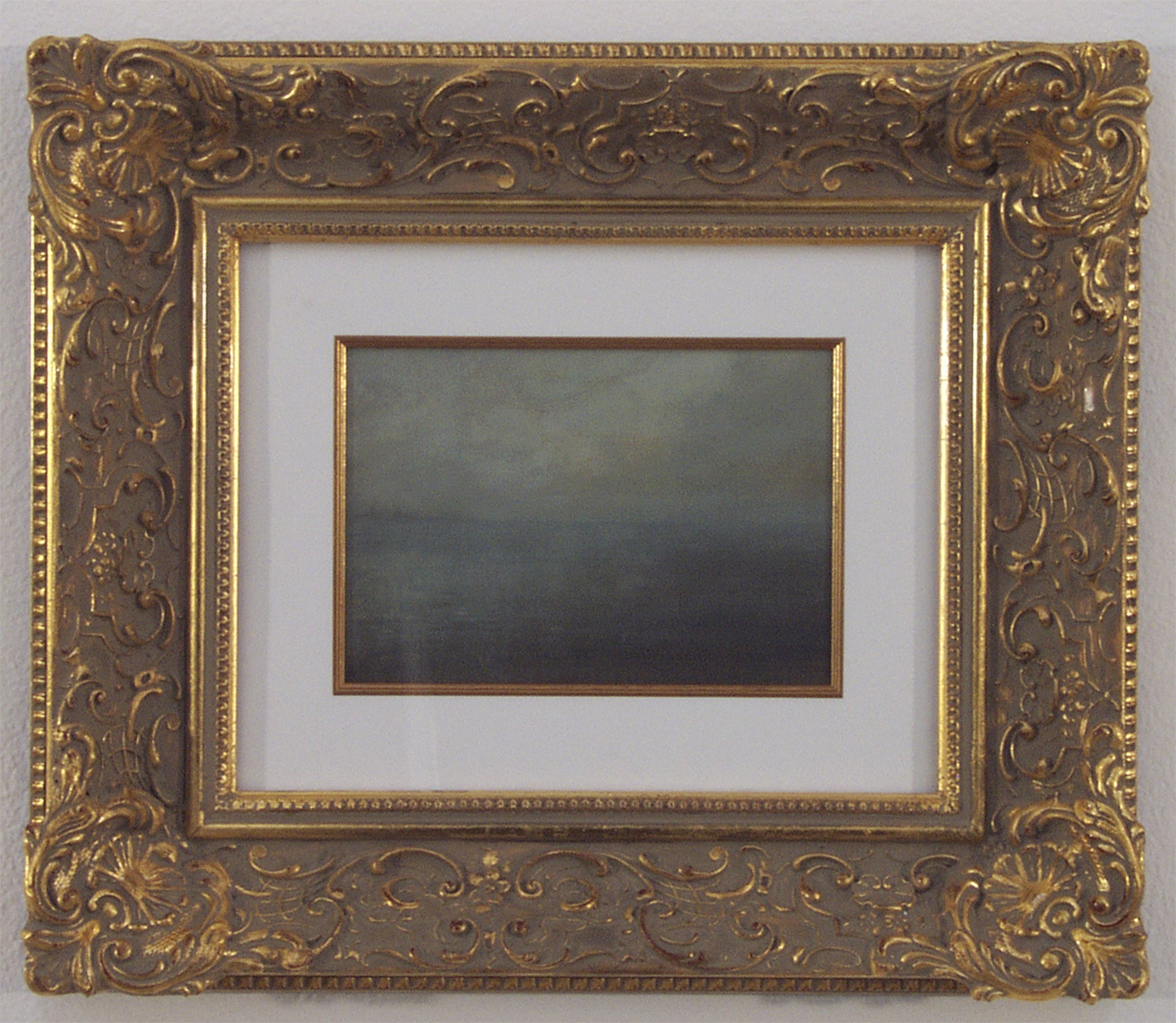
Meer (kleiner Guardi)
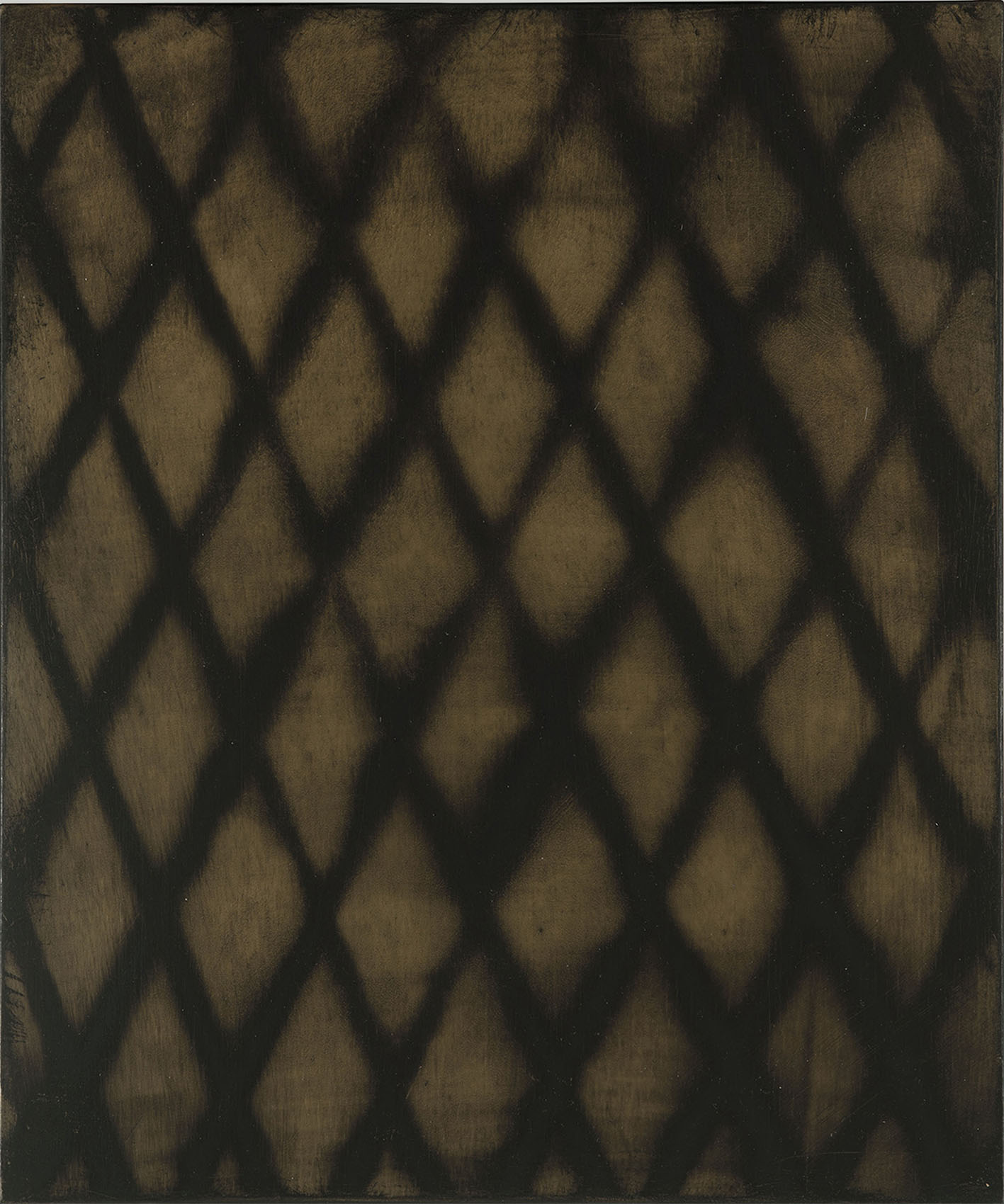
senza nome
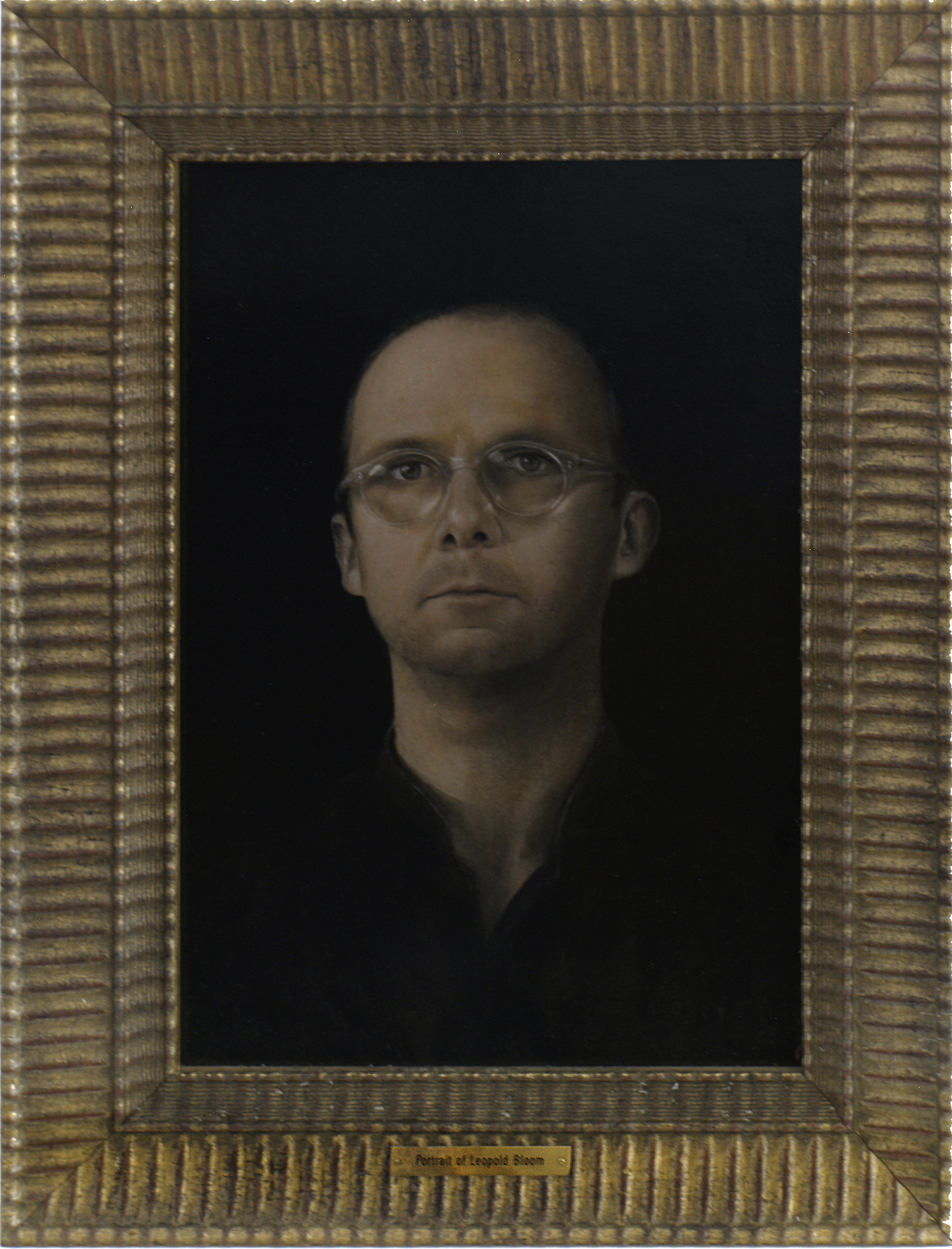
Portrait of Leopold Bloom

## Einzelausstellungen
- 2020: Galerie Sturm & Schober, Wien, A, Norbert Fleischmann und Jo Schöpfer
- 2019: blaugelbe Zwettl, A, unnachgiebig
- 2017: Galerie Vayhinger, D, Korrespondenzen Ordnungen
- 2016: Kunstraum im Lindenhof, A, Norbert Fleischmann
- 2013: Art Karlsruhe - Galerie Harthan D, one artist
- 2010: Kunstverein Horn, A, silver sing
- 2009: Galerie Harthan, D, silver sing
- 2008: Westport, Townhall, IRE, Westport Series
- 2007: Galerie Schütte, D, reflect glitter shine
- 2007: Galerie Göttlicher, A, reflect glitter shine
- 2005: Galerie Schütte, Essen, einzelheiten
- 2001: k/haus Wien, museum
- 1993: Werkstatt Stalzer, Wien, Norbert Fleischmann
- 1989: Galerie Walther, Düsseldorf, Norbert Fleischmann
- 1988: Galerie Schütte, Essen, Norbert Fleischmann
- 1988: Galerie Harthan, Stuttgart, Norbert Fleischmann
- 1988: Galerie Lopes, Zürich, Norbert Fleischmann
- 1987: Nö-Landesmuseum Minoritenkirche, Krems, A, Antwort auf eine Frage, die so nicht zu stellen ist.

## Gruppenausstellungen
- 2019: Niederösterreichische Landesgalerie, A, Ich bin alles zugleich – Selbstdarstellung von Schiele bis heute
- 2018: flac image kunstraum p.p., A, bei tag und in der nacht
- 2018: ORF-Landesfunkhaus Vorarlberg, A, Berge: was sonst
- 2017: Palazzo del Commissario, Savona, IT, 2016 Autopoesis
- 2017: Galerie Ulrich Müller, Köln, D, Fiktion - Realität
- 2012: Galerie Prisma, Bozen, I, entre Sculptures.2012
- 2012: Österreichische Galerie Belvedere, A, Gold
- 2012: Galerie Schütte, D, ein blick
- 2011: Galerie Schütte, D, Farbe Raum Konzept
- 2011: Künstlervereinigung Maerz, A, Today is Tomorrow
- 2010: NÖ Landesmuseum, A, ich ist ein anderer
- 2000: Kunsthalle Hamburg, D, Museum moderner Kunst, München (P. Porzner)

## Veröffentlichungen
- Norbert Fleischmann: In die Stunde gesenkt, Hrsg. Nö Landesmuseum, Wien 1986
- Norbert Fleischmann: Museum, Hrsg. Gerd Schütte, Essen, 1998, ISBN 3-931326-21-7.
- Norbert Fleischmann:  einzelheiten. reflect glitter shine, Hrsg. von Galerie Schütte, Essen, Kettwig. Wien 2008
- Norbert Fleischmann, Ingeborg Strobl: Suppe, Löffel, Hunger, Folio Verlag Wien, Bozen 2010, ISBN 978-3-85256-531-6.